# 多田容子
多田 容子（ただ ようこ、1971年（昭和46年） - ）は、日本の小説家、古武術研究家。三重県伊賀市在住。

## 来歴
香川県高松市に生まれ、兵庫県尼崎市園田で育つ。1993年に京都大学経済学部卒業。在学中から小説を書き始める。卒業後は保険会社に入社するも同年12月に退職。小説家への道を目指す。時代小説大賞には1996年から3年連続で最終候補に残る。1999年、『双眼』（講談社）にてデビュー。

## 人物
小学生の頃からテレビの時代劇のファン。武術・古武術・忍術・手裏剣術についても造詣が深く、講演も行っている。居合道3段。2004年に兵庫県芸術奨励賞を受賞。2013年から三重県伊賀市に在住。

## 作品一覧

### 長編小説
- 「双眼」（講談社、1999年）
- 「柳影」（講談社、2000年）
- 「やみとり屋」（講談社、2001年）
- 「秘剣の黙示」（講談社、2001年） - 文庫では「女剣士・一子相伝の影」に改題
- 「甘水岩」（PHP研究所、2004年）
- 「月下妙剣」（講談社、2005年）
- 「柳生双剣士」（講談社、2006年）
- 「柳生平定記」（講談社、2006年）
- 「おばちゃんくノ一 小笑組」（PHP文芸文庫、2012年）
- 「諸刃の燕」（集英社文庫、2012年）
- 「女忍隊の罠 おばちゃんくノ一 小笑組」（PHP文芸文庫、2013年）
- 「寝太郎与力 映之進」（富士見書房、2015年）

### 短編小説
- 「黒船忍者」（徳間文庫 歴史時代作家クラブ編「幕末スパイ戦争」収録、2015年）

### インターネット連載
- 「金四郎と九十郎」（web集英社文庫）[3]。

### ノンフィクション・その他
- 「武術の創造力 - 技と術理から道具まで」（PHP研究所、2003年） - 甲野善紀との共著
- 「不滅の侍伝説『子連れ狼』」（体育とスポーツ出版社、2004年) - 小池一夫との対談本
- 「自分を生かす古武術の心得」（集英社新書、2008年）
- 「新陰流　サムライ仕事術」（マガジンハウス、2009年）
- 「一発逆転の武術に学ぶ会話術」（BABジャパン、2015年）

## テレビ出演
- 片岡愛之助の解明!歴史捜査（BS日テレ） - 2016年7月7日放送「徳川家康危機一髪 決死の伊賀越えと謎の忍者服部半蔵の真実を追え!」、2016年4月7日放送「謎の剣豪、柳生一族とは何者だったのか? 徳川家と柳生一族の光と影を追跡せよ!」
- 英雄たちの選択（NHK BSプレミアム） - 2015年9月3日放送、テーマは徳川家康の「伊賀越え」
- 課外授業 ようこそ先輩（NHK Eテレ） - 2015年5月29日放送、テーマは「忍者に学ぼう」、母校は兵庫県尼崎市立園田小学校